# 虎門火車站 (地鐵)
虎门火车站位于中华人民共和国广东省东莞市虎门镇莞太路西侧虎门站西南角，于2016年5月27日投入使用。目前为东莞轨道交通2号线的南端终点站。
值得一提的是，本站为东莞轨道交通2号线目前唯一的高架车站。

## 车站结构
虎门火车站目前分为车站主楼及站台部分。其中车站主楼共设有三层，站厅位于地上二层，设有售票机及进出站闸机，地上三层分别设有两条联络通道连接2号线北行站台。车站主楼各层之间设有多组楼梯、扶梯以及升降机联络。
本站共设有2个侧式站台，位于莞太路东侧的上空。两个站台通过站台上方的联络通道连接。
站台路轨南北端分别设有交叉渡线和单渡线，由于本站目前为2号线南端的终点站，一般情况下会使用路轨南端的交叉渡線进行站后折返，路轨北端的单渡线只会在特殊情况下作站前折返使用。
| 地上四层          | 联络通道          | 天桥连接两侧站台 |
| 地上三層          | 2号线月台         | \| 側式 · 開右邊车门 \| \| \| \| \| \| 2號線落客 \| \| \| \| 2號線往东莞火车站（展览中心） \| \| 側式 · 開右邊车门 \| \| \| |
| 地上三層          | 联络通道          | 来往车站主楼及2号线往东莞火车站月台                                                                                         |
| 地上三層          | 车站主楼          | 卫生间 |
| 地上二層          | 站厅 （车站主楼） | 客務中心、自動售票機、警务室、安检设施 C、D出入口连接交通换乘中心前往国铁虎门站                                             |
| 地面              | 车站主楼          | 商店 A、B出入口 |
| 側式 · 開右邊车门 |                   | |
|                   |                   | 2號線落客 |
|                   |                   | 2號線往东莞火车站（展览中心）                                                                                               |
| 側式 · 開右邊车门 |                   | |

## 出入口
虎門火車站共有四個出入口，当中C、D口随国铁车站改造完成而同步开放。
| 編號 | 目的地                                                               |
| ---- | -------------------------------------------------------------------- |
| A    | 虎門高鐵站公交站、莞太路、站北路、牌坊路、机场一路、穗深城际虎门北站 |
| B    | 广深港高铁虎門火車站、穗深城际虎门北站                               |
| C    | 虎门高铁站                                                           |
| D    | 虎门高铁站                                                           |